# Sergej Nilus
Sergej Nilus (rusky Серге́й Алекса́ндрович Ни́лус, Sergej Aleksandrovič Nilus; 25. srpnajul./ 6. září 1862greg. – 14. ledna 1929 Krutěc, Vladimirská oblast) byl ruský spisovatel náboženských textů a vystudovaný právník, který se považoval za mystika.
V roce 1905 publikoval první úplnou verzi falza Protokoly sionských mudrců, a to ve formě závěrečné kapitoly knihy Velké v malém aneb Antikrist jako nastávající politická možnost o příchodu antikrista. Zkrácená podoba protokolů byla vydaná již v srpnu a září 1903 v Kruševanových novinách Znamja (Знамя).
Jeho bratrem byl ruský malíř, umělecký kritik a spisovatel Pjotr Nilus (1869–1943).

## Život
Narodil se roku 1862 v Moskvě do málo nábožensky založené rodiny Alexandra Petroviče Niluse, jehož předci přišli do Ruska ze Švýcarska. Nilus byl vlastníkem půdy v orelské gubernii, kam v dětském věku Sergej Nilus jezdil na letní prázdniny. V letech 1873–1882 studoval moskevské gymnázium, po jehož ukončení nastoupil na Právnickou fakultu Lomonosovovy univerzity. Právo na vysoké škole absolvoval v roce 1886. Následně působil jako smírčí soudce v Zakavkazsku. Odtud se přestěhoval do západofrancouzského Biarritzu, kde žil s partnerkou Nataljou Chomarovskou až do vyčerpání majetku a rozchodu dvojice.
Po pádu z koně se rozhodl splnit slib z dětství a navštívit Trojicko-sergijevskou lávru. Příklon k ruskému pravoslaví dokonalo setkání s biskupem Janem Kronštadtským, jemuž přičítal své uzdravení z krční infekce.
Mezi lety 1901–1902 vydal knihu Velké v malém aneb Antikrist jako nastávající politická možnost. Reedice z roku 1905 obsahovala dvanáctou kapitolu v podobě Protokolů sionských mudrců (česky vydáno jako Protokoly ze shromáždění sionských mudrců, 1926). Tajné vyšetřování z nařízení ruského premiéra Pjotra Stolypina odhalilo, že se Protokoly poprvé objevily v pařížských antisemitských kruzích v období 1897–1898.
V roce 1906 se Nilus oženil s Jelenou Alexandrovnou Ozerovou, dvorní dámou carevny Alexandry Fjdorovny. Následují rok se přestěhoval do kláštera Optina Pustyň, kde prožil pět let. Publikoval zde několik knih duchovní tematiky včetně Rozhovoru sv. Serafima s Motovilovem, stále čteného ortodoxního textu.
Zemřel roku 1929 na infarkt myokardu ve vesnici Krutěc, ležící ve Vladimirské oblasti.